# Eusimonia serrifera
Eusimonia serrifera är en spindeldjursart som beskrevs av J. Birula 1905. Eusimonia serrifera ingår i släktet Eusimonia och familjen Karschiidae. Inga underarter finns listade i Catalogue of Life.